# Makoto Mimura
Makoto Mimura (jap. 三村 真; * 30. März 1989 in Hiroshima, Präfektur Hiroshima) ist ein japanischer Fußballspieler.

## Karriere
Makoto Mimura erlernte das Fußballspielen in der Universitätsmannschaft der Takushoku-Universität. Seinen ersten Vertrag unterschrieb er 2011 bei Fagiano Okayama. Der Verein aus Okayama, einer Hafenstadt in der Präfektur Okayama auf Honshū, der Hauptinsel von Japan, spielte in der zweithöchsten Liga des Landes, der J2 League. Bisher absolvierte er für den Klub 188 Zweitligaspiele. Am 23. Januar 2021 wechselte er zum Drittligaaufsteiger Tegevajaro Miyazaki nach Miyazaki.